# Danuta Urbanowicz
Danuta Urbanowicz (ur. 3 listopada 1932 w Radomiu, zm. 18 lipca 2018 w Krakowie) – polska malarka.

## Życiorys
Ukończyła Krakowskie Liceum Sztuk Plastycznych w 1951 roku. Studiowała w latach 1951–1957 w Akademii Sztuk Pięknych w Krakowie w pracowniach prof. Jacka Pugeta, prof. Adama Marczyńskiego i Jonasza Sterna. Dyplom w 1957 roku w pracowni prof. Czesława Rzepińskiego.
W latach 1959–1962 wraz z grupą kolegów plastyków i aktorów współtworzyła awangardowy teatr lalkowy „Widzimisie” w Nowej Hucie. Od 1961 roku należała do Grupy Krakowskiej. Brała udział w krajowych i zagranicznych wystawach Grupy. Na przełomie lat 1962/1963 otrzymała stypendium Ministra Kultury i Sztuki i ośmiomiesięczny pobyt w Paryżu.
W latach 1964–2000 prowadziła pracownie malarstwa i rysunku na Wydziale Form Przemysłowych w Katedrze Sztuk Wizualnych w Krakowskiej Akademii Sztuk Pięknych. Brała udział w pracach, m.in.: projektowania zagospodarowania osiedli w Krakowie i Sanoku, projektowania kolorystyki i komunikacji wizualnej w zakładach przemysłowych. Zajmowała się także projektowaniem polichromii w obiektach sakralnych i świeckich. Jej polichromie znajdują się m.in.: Pysznicy, Pawlikowicach, Krakowie i w Byszycach.

## Twórczość
Twórczość artystki wpisuje się, w różnych okresach powstawania prac, w nurty takie jak Malarstwo materii, Informel, Arte povera, z wykorzystaniem technik mieszanych, m.in. kolaż, asamblaż.

### Lata 1957–1969
Wraz z ukończeniem studiów na Krakowskiej Akademii Sztuk Pięknych artystka zaczęła odchodzić od tradycyjnych technik malarskich na rzecz innowacyjnych metod z użyciem różnorodnych materiałów, nieprzeznaczonych pierwotnie do wykorzystania w malarstwie. Od roku 1961 należała do Grupy Krakowskiej, w latach 1961–1967 do Grupy Nowohuckiej – w tym czasie jej twórczość obracała się już w nurcie Malarstwa materii, z którym jest w szczególności kojarzona. W swoich pracach z tamtego okresu w mniej lub bardziej dosłowny sposób odzwierciedla rzeczywistość, nie tworząc jednocześnie sztuki przedstawiającej. Kompozycje jej obrazów są dyktowane symetrią, geometrią, pierwotnie pojmowanym porządkiem. W latach 60. wykorzystywała takie materiały jak piasek, stare tkaniny, skóry, blachy, spajając je szpachlówką i wszelkiego rodzaju klejami. Często łączyła elementy swoich prac mocno wyeksponowanym, lapidarnym szyciem. Pobyt w Paryżu (1962/3) zaowocował wprowadzeniem kolejnych surowców – koronek, drobnych przedmiotów jak karty do gry, fragmenty zabawek, rybie łuski.

### Lata 1970–1979
W późniejszym okresie swojej pracy aktywności artystycznej (lata 70.) zwracała się w stronę figuratywności, kopiując urzędowe blankiety w powiększonej skali- „jej sztuka staje się zapisem biurokratycznej rzeczywistości komunikatów, druków, akt i ostrzeżeń, łącząc idee konceptualizmu z językiem pop-artu.

### Lata 1980–2000
Lata 80. przynoszą artystce powrót do estetyki sprzed 20 lat, i przy niej zostaje też przez następne dwudziestolecie; w pracach z lat 90. natomiast pojawia się nowy materiał: dżins, wprowadzający duże urozmaicenie kolorystyki jej malarstwa. Fascynacja nowym surowcem nie oznaczała bynajmniej końca epoki ulubionego materiału artystki- przedmiotów dotkniętych działaniem czasu.

## Ważniejsze wystawy

### indywidualne
- 1970 – Galeria Rytm, Nowa Huta
- 1972 – Galeria BWA, Kraków
- 1974 – Galeria M, Nowa Huta
- 1975 – Galeria DESA Pawilon, Nowa Huta
- 1977 – Galeria Studio, Warszawa
- 1991 – Galeria Zderzak, Kraków
- 1993 – Galeria Zderzak, Kraków
- 1993 – Galeria Sztuki Współczesnej, Sandomierz
- 1994 – Galeria Polony, Poznań
- 1996 – Galeria Wieża Ratuszowa, Kraków
- 2013 – Galeria Zderzak, Kraków

### zbiorowe
Kraków, Londyn, Szczecin, Paryż, Sztokholm, Nowa Huta, Bydgoszcz, Juvissy-sur-Orge, Warszawa, Łódź, Monachium, Wrocław, Toruń, Bonn, Oliwa, Pecs, Norymberga, Ankona, Stambuł, Kolonia, Aalborg, Lwów, Gmund, USA.

## Zbiory z jej pracami
Jej prace znajdują się w zbiorach takich instytucji jak: Muzeum Narodowe w Warszawie, Muzeum Narodowe w Kielcach, Muzeum Narodowe w Szczecinie, Muzeum Narodowe we Wrocławiu, Muzeum Narodowe w Krakowie, Muzeum Okręgowe w Bydgoszczy, Muzeum Okręgowe w Radomiu, Muzeum Ziemi Tarnowskiej w Tarnowie, Muzeum Śląskie w Katowicach, Muzeum Lubelskie w Lublinie, Szkoła Muzyczna w Nowej Hucie, Nowohucki Dom Kultury, Nowohucka Galeria PiK i Muzeum Ziemi Chełmskiej.
Prace w zbiorach prywatnych znajdują się m.in. w: Niemczech, Francji, Holandii, Szwecji, Austrii i Stanach Zjednoczonych.